# Keep On Dreaming
Keep on Dreaming è un singolo della rock band svedese H.E.A.T, estratto dall'album di debutto del gruppo. È stato pubblicato il 3 giugno 2009, in occasione dell'uscita dell'edizione speciale dell'album e sulla scia del successo di 1000 Miles.
Il singolo si è piazzato alla posizione numero 29 della classifica svedese.

## Tracce
1. Keep On Dreaming (versione radio)
2. Keep On Dreaming (versione album)
3. Keep On Dreaming (versione dal vivo)

## Formazione
- Kenny Leckremo – voce
- Eric Rivers – chitarre
- Dave Dalone – chitarre
- Jona Tee – tastiera
- Jimmy Jay – basso
- Crash – batteria

## Classifiche
| Classifica (2009) | Posizione massima |
| ----------------- | ----------------- |
| Svezia            | 29                |